# Terri Hoyos
Terri Hoyos, pseudonimo di Teresa Victoria Hoyos (Los Angeles, 18 gennaio 1952), è un'attrice statunitense.

## Biografia
Di origini messicane, Terri è la figlia di Rodolfo Hoyos Jr. ed è la nipote di Rodolfo Hoyo.

## Filmografia parziale

### Televisione
- Senza traccia (Whitout a Trace) – serie TV, episodio 5x06 (2005)
- Detective Monk (Monk) – serie TV, episodio 6x09 (2007)
- Cold Case - Delitti irrisolti (Cold Case) – serie TV, 6 episodi (2009)
- Cristela – sitcom, 22 episodi (2014-2015)

## Doppiatrici italiane
Nelle versioni in italiano delle opere in cui ha recitato, Terri Hoyos è stata doppiata da:
- Aurora Cancian in Cold Case - Delitti irrisolti, Cristela
- Doriana Chierici in Grey's Anatomy
- Giovanna Martinuzzi in 9-1-1 (st. 3-4)
- Valeria Perilli in 9-1-1 (st. 5-6)
- Mirta Pepe in 9-1-1 (st. 8)
- Antonella Giannini in S.W.A.T.